# Canção Popular - a Russa e o Fígaro
Canção Popular - a Russa e o Fígaro é um óleo sobre tela da autoria do pintor português Amadeo de Souza-Cardoso. Pintado em 1916, mede 80 cm de altura por 60 cm de largura.
A pintura pertence ao Centro de Arte Moderna José de Azeredo Perdigão de Lisboa.